# Polymera (Polymera) albitarsis dominicae
Polymera (Polymera) albitarsis dominicae is een ondersoort van de tweevleugelige Polymera (Polymera) albitarsis uit de familie steltmuggen (Limoniidae). De ondersoort komt voor in het Neotropisch gebied.